# Островная лисица
Островная лисица (лат. Urocyon littoralis) — вид лисицы, эндемик островов Чаннел, расположенных близ берегов Калифорнии. Тело длиной 48—50 см, высота плеч 12—15 см, хвост 11—29 см, вес от 1,3 до 2,8 кг. Самец всегда крупнее самки.
Вид образует 6 подвидов.
В эволюционном отношении островная лисица является боковой линией серой лисицы, отделившейся после того, как во время последнего ледникового периода серые лисицы попали на острова Чаннел. Островные лисицы значительно меньше своих предков, их величина соответствует размеру домашней кошки. Они являются типичным примером островной карликовости.
Беркут является основным врагом в природе и главной причиной смертности этого вида.